# Mandzuszir chijd

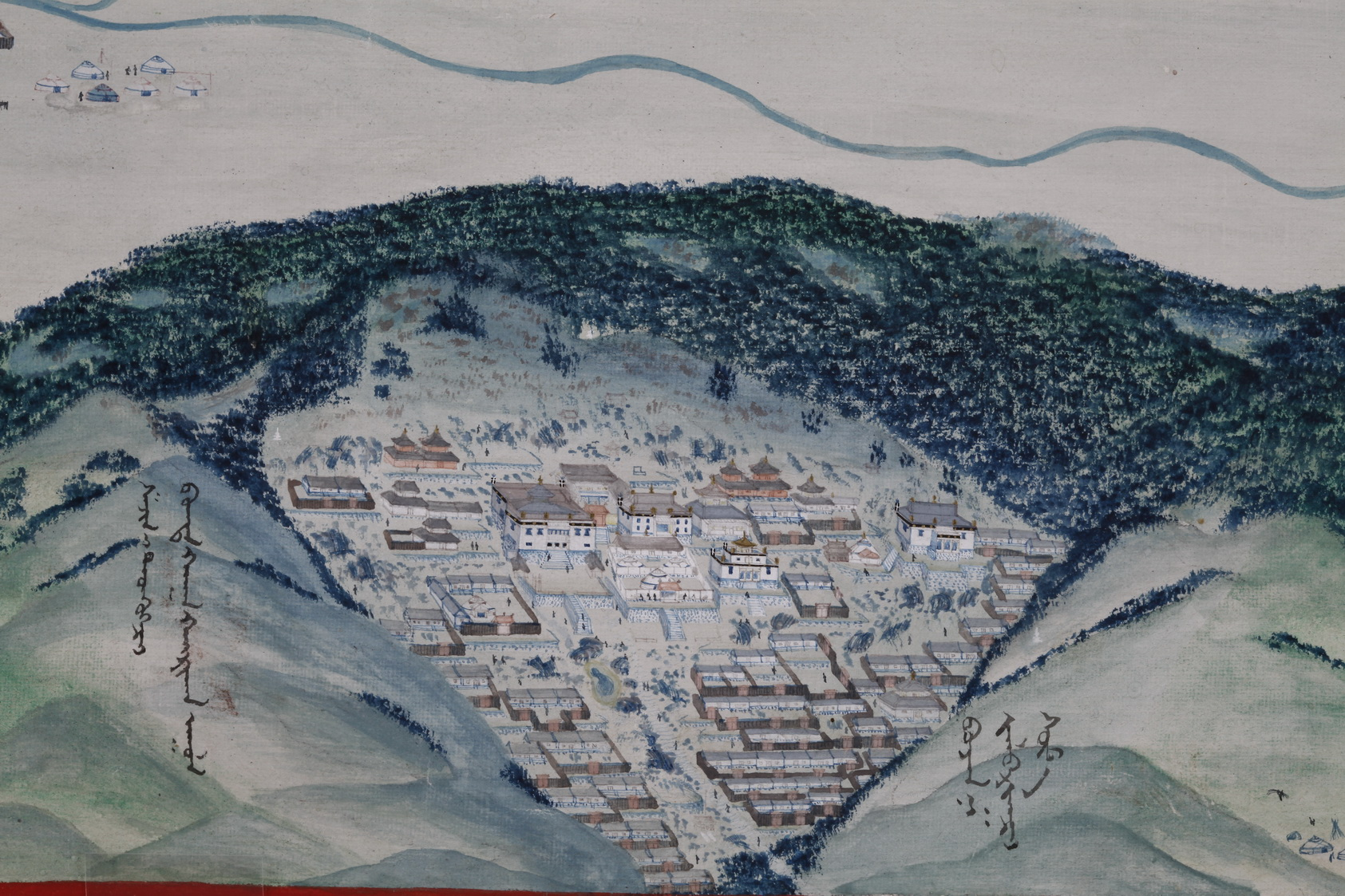
Obraz klasztoru z 1913

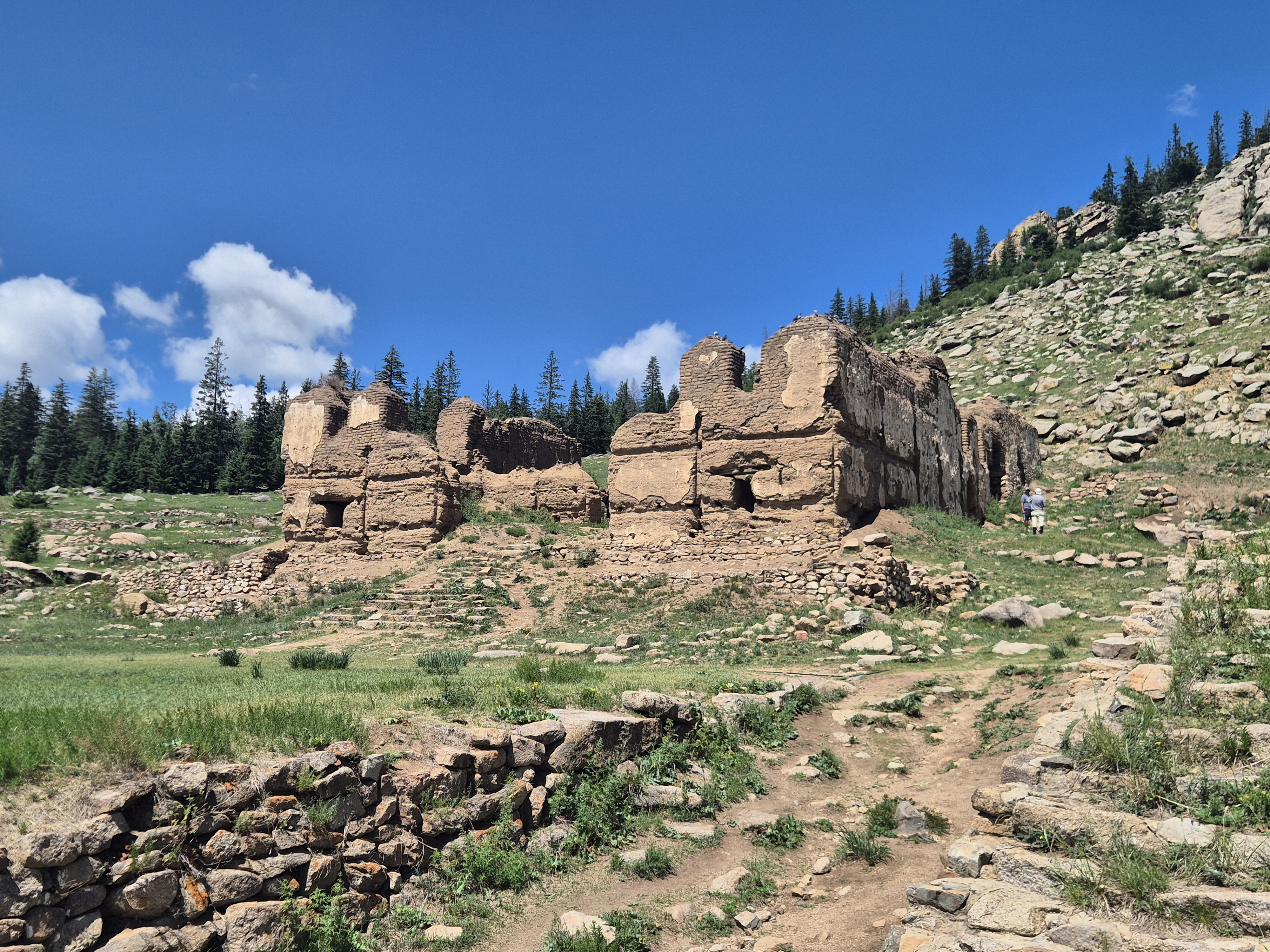
Ruiny

Mandzuszir chijd (mong. Манзушир хийд) – klasztor buddyjski w Mongolii, położony w ajmaku Töw (centralnym). 
Założony w 1733, rozbudowywany był przez dwa stulecia. Na początku XX wieku w obrębie klasztoru znajdowało się 21 świątyń, wystawiano w nim taniec cam. Klasztor zniszczyli komuniści w latach trzydziestych XX wieku. Dopiero w 1989 odbudowano jedną ze świątyń – Pałac Lawiran – w której prezentowana jest ekspozycja muzealna; pozostałe obiekty znajdują się w stanie ruiny. 
W okolicy klasztoru znajdują się płaskorzeźby z przedstawieniami o tematyce religijnej, duże miedziane zbiorniki wykorzystywane niegdyś przez mnichów oraz zrekonstruowana w ostatnich latach stupa.